# Quinchamalium stuebelii
Quinchamalium stuebelii là một loài thực vật có hoa trong họ Schoepfiaceae. Loài này được Hieron. miêu tả khoa học đầu tiên năm 1895.